# Fehérvíz (Szlovákia)
Fehérvíz (szlovákul: Biele Vody) Herencsvölgy városrésze Szlovákiában, a Besztercebányai kerületben, a Gyetvai járásban.

## Fekvése
Herencsvölgy központjától 10 km-re északkeletre, 900-1100 m magasan fekvő kis hegyi település.

## Története
1891-ben csatolták Herencsvölgyhöz. Területe a trianoni diktátumig Zólyom vármegye Nagyszalatnai járásához tartozott.

## Nevezetességei
- Festői környezetben, természetvédelmi területen fekszik, a környező hegyekbe vezető turistautak kiindulópontja.
- Jól kiépített síközpontja van szállodával, sportpályákkal, sportolási lehetőségekkel.
- Közelében több kedvelt sípálya található.

## Külső hivatkozások
- Fehérvíz Szlovákia térképén

## Lásd még
- Herencsvölgy
- Felsőherencs
- Kisszalánc
- Nagyszalánc
- Szalatnahegy